# Sacre Orde de la Companyia de Jesucrist
L'Orde Sacre de la Companyia de Jesucrist, en llatí Sacer Ordo Societatis Jesu Christi, fou un orde militar tardà, instituït per la Santa Seu en 1459 per lluitar contra els turcs i recuperar Constantinoble i les terres conquerides. No va assolir els seus objectius inicials i desaparegué poc després de 1479.
No s'ha de confondre amb la Companyia de Jesús (Societas Iesu), orde de clergues regulars fundat al segle xvi per sant Ignasi de Loiola.

## Història

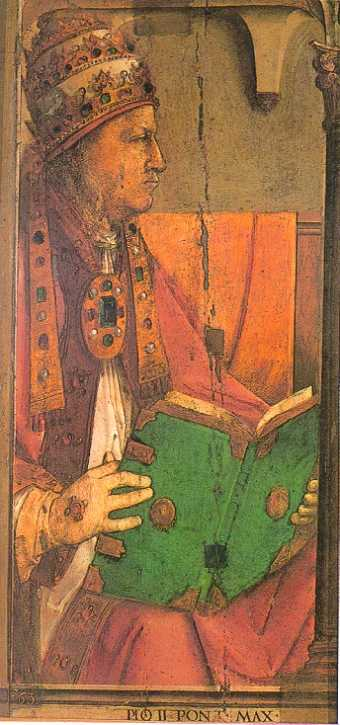
Pius II, pintura de Just de Gant, s. XV.

Fou instituït per Pius II mitjançant una butlla de 13 de gener de 1459, alhora que instituïa l'Orde de Santa Maria de Betlem. En una carta adreçada a membres del nou orde, el papa indica que s'organitza "propriis sumptibus arma capere expeditionemque inire in Turchos hostes Christiani nominis immittendam". Com aquest, el creà per contrarestar la presa de Constantinoble per part dels turcs (1453) i lluitar contra ells per recuperar les terres de l'Europa oriental conquerides per aquests. La primera finalitat de l'orde era impedir l'expansió otomana i defensar les illes de l'Egea, especialment Lemnos, properes a les terres conquerides i que havien estat reconquerides pel cardenal Ludovico Scarampi Mezzarota durant el papat de Calixt III.
Pius II en parla a una carta adreçada a Carles VII de França, on diu que permeti Guglielmo di Torretta ingressar a l'orde. Els cavallers de la Companyia de Jesucrist van establir-se a Lemnos en 1459, des d'on atacarien les posicions turques. En 25 de juny de 1459 una nova butlla en fa referència. L'orde, però, no va arribar a consolidar-se i no se'n coneix la participació en campanyes o batalles. La signatura d'un tractat de pau entre Venècia i els turcs el 25 de gener de 1479, que implicava la cessió de Lemnos a l'Imperi Otomà, va fer que els cavallers n'haguessin de marxar i l'orde perdés el seu sentit.